# Terpsiphone mutata
Terpsiphone mutata е вид птица от семейство Monarchidae.

## Разпространение
Видът е разпространен в Коморските острови, Мадагаскар и Майот.